# Impasse Vassou
L'impasse Vassou est une voie située dans le quartier de Bel-Air du 12e arrondissement de Paris en France.

## Situation et accès
Elle débute au no 35 rue de la Voûte et se termine en impasse.
L'impasse Vassou est accessible par la ligne de métro 1 à la station Porte de Vincennes.

## Origine du nom
L'impasse doit son nom à celui d'un propriétaire local.